# Horrorscope
Horrorscope — пятый студийный альбом треш-метал-группы Overkill, выпущенный 3 сентября 1991 года лейблами Megaforce Worldwide и Atlantic Records.
Horrorscope повторил успех своего предшественника — The Years of Decay, хотя и был записан в несколько другом составе — на смену покинувшему группу гитаристу Бобби Густафсону пришли Меррит Гант (экс-Faith or Fear) и Роб Каннавино, гитарный техник Густафсона.
Во время тура в поддержку альбома Horrorscope, в 1992 году, группу покинул ударник группы Сид Фэлк. Его место потом займет барабанщик кроссовер-треш группы M.O.D. Тим Маллар.

## Список композиций
| №                   | Название                                    | Длительность |
| ------------------- | ------------------------------------------- | ------------ |
| 1.                  | «Coma»                                      | 5:23         |
| 2.                  | «Infectious»                                | 4:04         |
| 3.                  | «Blood Money»                               | 4:07         |
| 4.                  | «Thanx for Nothin'»                         | 4:07         |
| 5.                  | «Bare Bones»                                | 4:52         |
| 6.                  | «Horrorscope»                               | 5:49         |
| 7.                  | «New Machine»                               | 5:18         |
| 8.                  | «Frankenstein» (Эдгар Винтер; instrumental) | 3:28         |
| 9.                  | «Live Young, Die Free»                      | 4:11         |
| 10.                 | «Nice Day... for a Funeral»                 | 6:17         |
| 11.                 | «Soulitude»                                 | 5:25         |
| Общая длительность: | Общая длительность:                         | 53:01        |

## Реакция
Эдуардо Ривадавия из AllMusic оценил Horrorscope положительно, поставив ему 4,5 звезды из пяти и заявив: «Неуверенность, ощущаемая среди поклонников Overkill в результате ухода гитариста-основателя и ключевого автора песен Бобби Густафсона в 1990 году, в конечном итоге оказалась необоснованной, когда состав пополнился двумя гитаристами — Нью-Йоркскими трэшерами Робом Каннавино и Мерриттом Гантом. Этот состав выдал, возможно, лучший альбом за всю историю группы», — считает Ривадавия.
Альбом достиг 29 строчки в чартах американских Billboard Heatseekers и по состоянию на 2010 год является самым продаваемым альбомом группы эпохи Nielsen SoundScan с результатом более 120,000 проданных копий в США. В статье 2013 года от WhatCulture альбом занял четвёртое место в десятке величайших альбомов трэш-метала всех времён.
| Год  | Чарт                  | Позиция |
| ---- | --------------------- | ------- |
| 1991 | Billboard Heatseekers | 29      |

## Участники записи
- Бобби «Блиц» Эллсворт — вокал, производство
- Д. Д. Верни — 4-x и 8-ми струнный бас, бэк-вокал, производство
- Мерритт Гант — гитара, бэк-вокал, производство
- Роб Каннавино — гитара, акустическая гитара, бэк-вокал, производство
- Сид Фальк — ударные, производство
- Терри Дейт — звукоинженер, производство
- Мэтт Лейн — помощник звукоинженера
- Хауи Вайнберг — мастеринг
- Джон Зазула — исполнительный продюсер
- Марша Зазула — исполнительный продюсер